# Parakiefferiella gynocera
Parakiefferiella gynocera är en tvåvingeart som först beskrevs av Edwards 1937.  Parakiefferiella gynocera ingår i släktet Parakiefferiella, och familjen fjädermyggor. Arten är reproducerande i Sverige.